# Astragal
Astragàl (Stregà in dialetto zoldano) è una frazione del comune italiano di Val di Zoldo, in provincia di Belluno.
È il paese natale di Valentino Panciera Besarel, il più noto degli artisti zoldani.

## Geografia fisica
Il centro si trova a nord del capoluogo comunale, in posizione sopraelevata rispetto a quest'ultimo. Si estende alle pendici del monte Punta (1952 m) e alla destra del torrente Gav.
Si articola nelle due borgate di Ligónt e Còl, poste rispettivamente a valle e a monte della chiesa dei Santi Fabiano e Sebastiano.

## Storia
È probabile che Astragal sia stata fondata nel medioevo da popolazioni provenienti dal Cadore attraverso il passo Cibiana.
Secondo una tradizione, nei pressi si trovava un fortilizio di Ezzelino III da Romano, di cui resterebbe un ricordo nel toponimo Castel.
Prima dell'istituzione degli odierni comuni fu sede di una regola.

## Monumenti e luoghi d'interesse

### Chiesa dei Santi Fabiano e Sebastiano
Intitolata anche alla Santissima Trinità e a san Barnaba, la dedicazione ai due santi taumaturghi, con cui è comunemente conosciuta, dovrebbe essere posteriore alla sua fondazione: si lega forse ai fatti del 1436, quando nella cattedrale di Belluno fu eretto loro un altare perché placassero un'epidemia di peste.
A detta di un'iscrizione riportata sulla facciata sopra l'ingresso principale, è originaria del 1110, tuttavia la prima testimonianza certa è della prima metà del Cinquecento. L'ultima consacrazione è del 1595 ad opera di monsignor Giorgio Doglioni, delegato del vescovo di Belluno Luigi Lollino.
La comunità locale è da sempre molto affezionata alla sua chiesa e nei secoli si è presa carico di restauri e ampliamenti. Nel 1759 fu costruita la sagrestia e nel 1797 fu rifatto l'altare maggiore. Nel corso dell'Ottocento fu dato nuovo impulso al culto mariano e nel 1865 venne eretta la cappella della Beata Vergine di Caravaggio. Gli ultimi lavori di manutenzione si svolsero nel 1990.
Degli interni va citato l'altare maggiore e i due angeli dell'altare della Santa Croce, tutte opere dell'intagliatore Domenico Manfroi. Di Giovanni Battista Panciera Besarel, padre del più noto Valentino, è invece il gruppo scultoreo della Madonna di Caravaggio (1842).
Il campaniletto è del 1984 e sostituì il precedente del 1924.
La chiesa è il fulcro di una sagra che si svolge ogni anno il 20 gennaio.

### Sentieri
Astragal è il punto di partenza del sentiero CAI 492 diretto a Costa; presso il Col de Salera (1629 m) si trova il bivio per la cima del monte Punta (CAI 499), dalla quale si può eventualmente proseguire sino alle pendici del Pelmo e al cosiddetto Anello Zoldano (CAI 472).
Altri sentieri e strade forestali la collegano a Villa e a Casal.